# Stefan Farjaszewski
Stefan Farjaszewski (ur. 9 sierpnia 1912 w Pruszkowie, zm. 19 marca 1983) – polski działacz państwowy i inżynier budownictwa, podsekretarz stanu w resortach związanych z budownictwem (1953–1969).

## Życiorys
Syn robotnika kolejowego Wacława i Marii. Studiował na  Wydziale Inżynierii Wodnej i Geodezji Politechniki Warszawskiej, uzyskując tzw. półdyplom (1939) i tytuł magistra inżyniera (1946), w trakcie studiów był także asystentem na uczelni. Od 1940 do 1943 robotnik i urzędnik techniczny w fabryce wyrobów drzewnych, od 1943 kalkulator w Centralnych Warsztatach Samochodowych „Społem”, od 1945 zastępca kierownika oddziału „Społem” w Olkuszu. W 1945 został zatrudniony w Społecznym Przedsiębiorstwie Budowlanym w Warszawie, był inżynierem terenowym i kierownikiem robót przy odbudowie Mostu Kolejowego na Wiśle przy Cytadeli. W 1947 został zastępcą kierownika budowy odcinka Trasy W-Z w Warszawie zawierającej Most Śląsko-Dąbrowski. W 1952 został dyrektorem Centralnego Zarządu „Południe” w Ministerstwie Budownictwa Przemysłowego. 
Nie należał do żadnej partii politycznej. Pełnił funkcję podsekretarza stanu w Ministerstwie Budownictwa Przemysłowego (marzec 1953 – lipiec 1956) , Ministerstwie Budownictwa (lipiec 1956 – marzec 1957) oraz Ministerstwie Budownictwa i Przemysłu Materiałów Budowlanych (marzec 1957 – wrzesień 1969). Od 1964 do ok. 1969 kierował Zespołem Pełnomocników Ministrów dla Nadzoru i Koordynowania Przebiegu Realizacji Inwestycji Przemysłu Chemicznego. Od 1970 do 1981 prezes Polskiego Związku Inżynierów i Techników Budownictwa, ponadto był szefem Rady Programowej Czasopism i Wydawnictw PZiTB (1965–1970, 1974–1975). Zasiadał w zarządzie głównym Polskiego Towarzystwa Turystyczno-Krajoznawczego.

## Odznaczenia
W 1947 odznaczony Srebrnym Krzyżem Zasługi.